# Самурай Джек
«Самурай Джек» — американський мультсеріал, створений режисером Дженнді Тартаковським, вироблений «Cartoon Network», на чиєму каналу транслювався з 2001 по 2004 рік. Він виділяється з ряду схожих проєктів мінімалістичним кінематографічним стилем і анімацією, виконаною за допомогою flash.
У серіалі йдеться про самурая Джека, що протистоїть демону на ім'я Аку. Перший же бій між ними завершується поразкою Джека, Аку закидає його в майбутнє. За час відсутності самурая Аку захопив світ і збудував фантастичну антиутопію. Тоді Джеку доводиться шукати в насталому світі союзників, щоб знайти спосіб повернутися в минуле та все виправити.
«Самурай Джек» був доступний для перегляду жителям США через сайт Toonami Jetstream. Виробництво серіалу припинилося в 2004 році, але офіційно шоу скасовано не було. Тартаковський планував стати режисером повнометражного фільму, проте згодом 2 грудня 2015 року він анонсував продовження мультсеріалу у вигляді п'ятого сезону на Adult Swim.

## Сюжет
Дуже, дуже давно у далекому краю, я, Аку, могутній Володар Темряви, випустив на волю страшне величезне зло! Але безглуздий самурай, що володіє чарівним мечем, кинув мені виклик. До того, як він встиг завдати смертельного удару, я відкрив портал часу і відправив його в майбутнє, де зло правитиме світом! І тепер дурень шукає шлях назад, щоб виправити майбутнє, яке належить мені, Аку!
У стародавній Японії злий демон по імені Аку напав на столицю, знищуючи все на своєму шляху. Імператор попросив трьох мудреців, володарів містичного дару, викувати чарівний меч, наділеним силами добра. Імператор-самурай бився з Аку, здатним змінювати форму, і переміг. Аку обернувся на камінь, а молодий імператор відбудував країну.
Через багато років, під час сонячного затемнення, Аку знову повстає з каменю. До того моменту імператор постарів, у нього з'явився маленький син, теж кандидат у самураї. Аку знову нападає на їхню батьківщину, схопивши імператора-самурая до того, як він встигає скористатися мечем. Проте його дружина з сином рятуються. Мати віддає хлопчика на навчання, щоб колись він повернувся і зумів перемогти Аку батьковим мечем.
Спадкоємець мандрує по всьому світу, зустрічаючи майстрів. З ними він навчається мистецтву верхової їзди, володіння зброєю, дзюдо, греко-римської боротьби, кунг-фу та інших мистецтв. Ставши дорослим, самурай повертається на батьківщину, що перебуває під владою Аку. Стара мати віддає йому чарівний меч. Він звільняє батька й інших поневолених. Потім самурай хоробро б'ється з Аку. Сам демон намагається перевтілитися в різних істот, але молодий самурай ранить його і заносить меч для смертельного удару. Тієї миті Аку відкриває портал часу і відправляє свого ворога в майбутнє.
Самурай опиняється в антиутопії, наповненій фантастичними технологіями. Минули тисячі років з часу як Аку підкорив світ. Тепер його володіння простягаються навіть на інші галактики. Земля населена як людьми, так і інопланетянами й мутантами, що мусять коритися Аку. Група місцевих жителів називають прибульця з минулого Джеком і він приймає таке ім'я. Його метою стає розшукати союзників і знайти портал, яким би він повернувся в минуле та завадив Аку перемогти.
Останній, п'ятий, сезон відбувається через приблизно 50 років після того, як Джек потрапив у майбутнє. Він втратив свого меча, бо піддався люті, а Аку знищив останній портал, що веде в минуле. Культ Дочок Аку виховує декількох дівчат, зачатих від крові Аку, щоби вони вбили Джека та заслужили цим прихильність свого біологічного батька (який навіть не здогадувався про їхнє існування). Джек перемагає всіх Дочок Аку, крім однієї на ім'я Аші. Спершу вона фанатично прагне вбити самурая, але потім він переконує її, що Аку злий. Між Джеком та Аші виникає взаємне кохання. Та зневірений постійними втратами Джек врешті вирішує скоїти самогубство. Аші подорожує світом у пошуках Джека, дізнаючись, скільки добра він зробив. Нарешті, їй вдається знайти самурая та відмовити його від самогубства. Він переживає внутрішню боротьбу зі своїм злим альтерего, повертає віру в себе і заново віднаходить загублений меч. До фінальної битви проти Аку приєднуються всі, кому допомагав Джек. Аші виявляє, що успадкувала сили батька, створює портал у минуле та переноситься з Джеком у той же момент, звідки почалася його подорож. Цього разу Джек остаточно знищує Аку. Проте, без нього Аші не могла з'явитися і зникає. Джек стає самітником, але потім усвідомлює, що боротьба не була марною і світ став вільним.

## Основні персонажі
- Самурай Джек — головний герой мультфільму, принц і спадкоємець престолу. Навчався у вчителів зі всього світу. Він володіє чарівним мечем, що дістався йому від батька. Завдяки своїм подвигам у майбутньому заслуговує пошану від мирних жителів. Незважаючи на його зовнішність, створеною «кутастою» анімацією, Джек сам по собі привабливий, розумний, добрий, як і його батьки. Озвучував — Філ Ламар.
- Аку (з яп. 悪 «Зло», також його ім'я може походити від японського «Akuma» — демон) (†) — головний лиходій у мультфільмі, проте не позбавлений чарівності. Користуючись тим, що Джек зник, він підкорив світ, ставши божеством для своїх послідовників. Злий демон, якого раніше переміг батько самурая Джека. Аку сильний у чаклунстві: він уміє перевтілюватися в різних тварин, антропоморфних істот і навіть людей (тим не менш, це лише одна з численних надздібностей персонажа). Також Аку цікавий глядачеві ще й тим, що він, на відміну від деяких лиходіїв, розумнішає з роками. Якщо минулого разу його перемогли чарівним мечем, вдруге він не допустить цього. Через 50 років, Аку знищує всі існуючі портали, щоб самурай ніколи не повернувся в минуле, очікуючи моменту, коли Джек помре від старості. Зрозумівши, що його ворог більше не старіє, і їхнє протистояння стануть вічними, Аку спілкується зі своїм двійником — психотерапевтом. Хоча за 50 років він став м'якшим, однак не проти розібратися з повстанцями, щоб вирватися зі своєї депресії в 5 серії. У 9 серії підтвердив, що є біологічним батьком Аші та її сестер. У фіналі серіалу, він зустрів свою долю від рук Джека, який повернувся з майбутнього. Озвучували Мако (1-4 сезони) і Грег Болдвін (5 сезон).
- Шотландець (†) — найкращий друг Джека. Великий рудий чоловік, вперше зустрів Джека на дуже довгому підвісному мосту. Спочатку вони були ворогами, однак після багатоденної сутички зрозуміли, що у них одна мета, і за ними женуться найманці. Після 50 років він, як видно, значно (на відміну від Джека) змінився у зовнішності. У нього сиве волосся з сивою бородою, де в нижньому районі сплетені дві маленькі косички і, по середині, довга коса, він поміняв свою білу сорочку на сіру і здобув картату очну пов'язку на правому оці. Що стосується його арсеналу, він зберіг свій чарівний меч, здобув мініґан на лівій нозі і інвалідний візок, щоб підтримувати свою нову ліву ногу. За минулі 50 років, він не втрачав часу. У нього багато дочок (приблизно сотня), рідних та усиновлених, яких він виховав як воїнів для майбутньої битви з Аку. В 5-ї серії 5 сезону, він гине від променів з очей Аку, але воскресає у вигляді примари себе в розквіті сил через магію рун у його чарівному рунному мечі. У наступних серіях 5 сезону він збирається з дочками зібрати нову армію і знайти Джека, щоб остаточно покінчити з «великою дитиною» — Аку. У фіналі серіалу, бере участь в операції з порятунку Джека зі своїми дочками. Озвучував — Джон ДіМаджіо.
- Імператор — батько самурая. Привабливий, розумний, добросердечний, милосердний і життєрадісний чоловік. Його життя ділиться на три проміжку: перший — коли він був молодий і переміг Аку; другий — коли у нього з'явився син Джек, і коли Аку знову напав на нього; і третій — коли Аку править світом, а він покірно підкоряється, щоб дочекатися Джека. У фіналі пишається своїм сином і присутній на його весіллі. Озвучував — Саб Шимоно.
- Імператриця — дружина імператора і мама Самурая Джека. Перед тим, як Джек поїхав на навчання, мама зберегла чарівний меч. А після цього чарівний меч перейшов в руки Джеку, з яким він уже не розлучиться. Мама тендітна і добра, але і по-своєму хоробра і мудра. Саме вона врятувала свого сина від Аку. У фіналі зі своїм чоловіком пишається своїм сином і присутня на його весіллі. Озвучувала — Лорен Том.

## Список епізодів
| Сезон | Епізоди | Епізоди | Оригінальний показ | Оригінальний показ | Оригінальний показ |
| Сезон | Епізоди | Епізоди | Перший показ       | Останній показ     | Мережа             |
| ----- | ------- | ------- | ------------------ | ------------------ | ------------------ |
| 1     | 13      | 13      | 10 серпня 2001     | 3 грудня 2001      | Cartoon Network    |
| 2     | 13      | 13      | 1 березня 2002     | 11 жовтня 2002     | Cartoon Network    |
| 3     | 13      | 13      | 18 жовтня 2002     | 26 серпня 2003     | Cartoon Network    |
| 4     | 13      | 13      | 14 червня 2003     | 25 вересня 2004    | Cartoon Network    |
| 5     | 10      | 10      | 11 березня 2017    | 20 травня 2017     | Adult Swim         |

## Сприйняття
На агрегаторі рецензій Rotten Tomatoes серіал схвалили 93 %. критиків. Перший сезон отримав рейтинг схвалення 80 %, тоді як четвертий і п'ятий сезони отримали рейтинг 100 %. Консенсус критиків щодо п'ятого сезону говорить: «Зростаюча інтенсивність і зрілість очевидні в чудово анімованому, насиченому подіями та загалом переконливому п'ятому сезоні Самурая Джека».
Метт Золлер Зейтц, кінокритик RogerEbert.com і телевізійний критик Vulture, назвав «Самурая Джека» разом із «Зоряними війнами: Війни клонів» Тартаковського шедевром і одним із найкращих американських анімаційних серіалів на телебаченні, головним чином через його візуальний стиль.
IGN також порівняв стиль серіалу з «Зоряними війнами: Війни клонів» Тартаковського, заявивши, що «в епізодах мало або зовсім немає діалогів, натомість покладаючись на дію та сильні візуальні ефекти, щоб розповісти історії. Цікаво для дорослих, але не надто жорстоко для дітей». У рецензії зазначалося, що «унікальне поєднання кінематографічного стилю та стилю коміксів у серіалі привертає увагу будь-якого віку». IGN поставив серіал на 43-є місце у своєму списку 100 найкращих анімаційних серіалів 2009 року, зазначивши, що його «простий і барвистий художній стиль добре підходить для кінематографічного розмаху та шаленої послідовності дій, які наповнюють кожен епізод». У огляді IGN також зазначено, що «унікальний стиль і гумор серіалу максимально використовують формат анімації, продукуючи складні екшен-послідовності та химерні ситуації, які було б неможливо зробити в живому бойовику».
Entertainment Weekly присудив «Самураю Джеку» 3-є місце у своєму списку «10 найкращих серіалів Cartoon Network» у 2012 році.

## Нагороди серіалу
Серіал отримав 4 нагороди премії Еммі:
- в 2003 році Скотт Віллс за епізод XXXII «Джек і Подорож на Казкових Істотах»
- в 2003 році Ден Кролл за епізод XXV «Джек і Спартанці»
- в 2004 році Дженнді Тартаковський за епізод XXXVII «Народження Зла»
- в 2005 році Браян Ендрюс за епізод XLIX «Сезони Смерті»